# Rob Roy (film)
Rob Roy (v anglickém originále Rob Roy) je americký dramatický film z roku 1995. Režisérem filmu je Michael Caton-Jones. Hlavní role ve filmu ztvárnili Liam Neeson, Jessica Lange, John Hurt, Tim Roth a Eric Stoltz.

## Děj
Ve Skotsku roku 1731 je klanový systém postupně nahrazován vládou chamtivé šlechty. Robert Roy MacGregor se marně snaží chránit svůj klan před hladem a bídou. Půjčí si proto 1000 liber od markýze Montrose, aby nakoupil dobytek a výhodně jej prodal jinde.
Markýzův zvrhlý chráněnec Cunningham se o tom dozví, zavraždí Royova posla a peníze mu ukradne. Robert markýzovi navrhne plán, jak mu záhadně zmizelé peníze nahradit, ovšem ten je rozzloben tím, že Roy odmítl falešně svědčit proti markýzovu mocnému rivalovi. Proto chce Roba uvěznit a když ten uprchne, vyšle Cunninghama, aby jej zajal.
Rob se schová v kopcích, protože nevěří, že by markýz ublížil jeho rodině. Cunningham mu však spálí dům i dobytek, a aby Roba vylákal z úkrytu, dokonce znásilní jeho manželku Mary. Ta to chce utajit, a proto zabije markýzova správce, který se přepadení účastnil.
Robův klan se za zničení majetku mstí kradením markýzova dobytka. Ten proti nim vyšle vojsko v čele s Cunninghamem. V následném boji smrtelně zraněný Maryin bratr vyzradí Robovi, že došlo ke znásilnění. Rob padne do zajetí a markýz (ač tuší, že peníze ukradl Cunningham) nařídí Roba pověsit. Ten svojí vynalézavostí o vlásek unikne.
Markýzův rival se dozví o Royově poctivosti a poskytne mu útočiště. Robert vyzve vyhlášeného šermíře Cunninghama na souboj na smrt. V něm Roy dostane několik těžkých zásahů a hroutí se; pak ale levicí uchopí soupeřovo ostří a pravicí jej zabije.
Mary je těhotná a Rob dítě přijme, i když není jasné, zda otcem je Rob nebo Cunningham. Rob slíbí, že už rodinu neopustí.

## Ocenění
Tim Roth získal za svou roli v tomto filmu cenu BAFTA. Nominován byl dále na Oscara a Zlatý glóbus.

## Obsazení
| Liam Neeson    | Rob Roy MacGregor    |
| Jessica Lange  | Mary MacGregor       |
| John Hurt      | James Graham         |
| Tim Roth       | Archibald Cunningham |
| Eric Stoltz    | Alan MacDonald       |
| Andrew Keir    | John Campbell        |
| Brian Cox      | Killearn             |
| Brian McCardie | Alasdair MacGregor   |